# Żurawice Kujawskie
Żurawice Kujawskie – wąskotorowy przystanek osobowy w Żurawicach, w gminie Boniewo, w powiecie włocławskim, w województwie kujawsko-pomorskim, w Polsce. Został wybudowany w 1914 roku przez okupacyjne wojska niemieckie razem z linią kolejową z Boniewa do Krośniewic.